# Reblochon

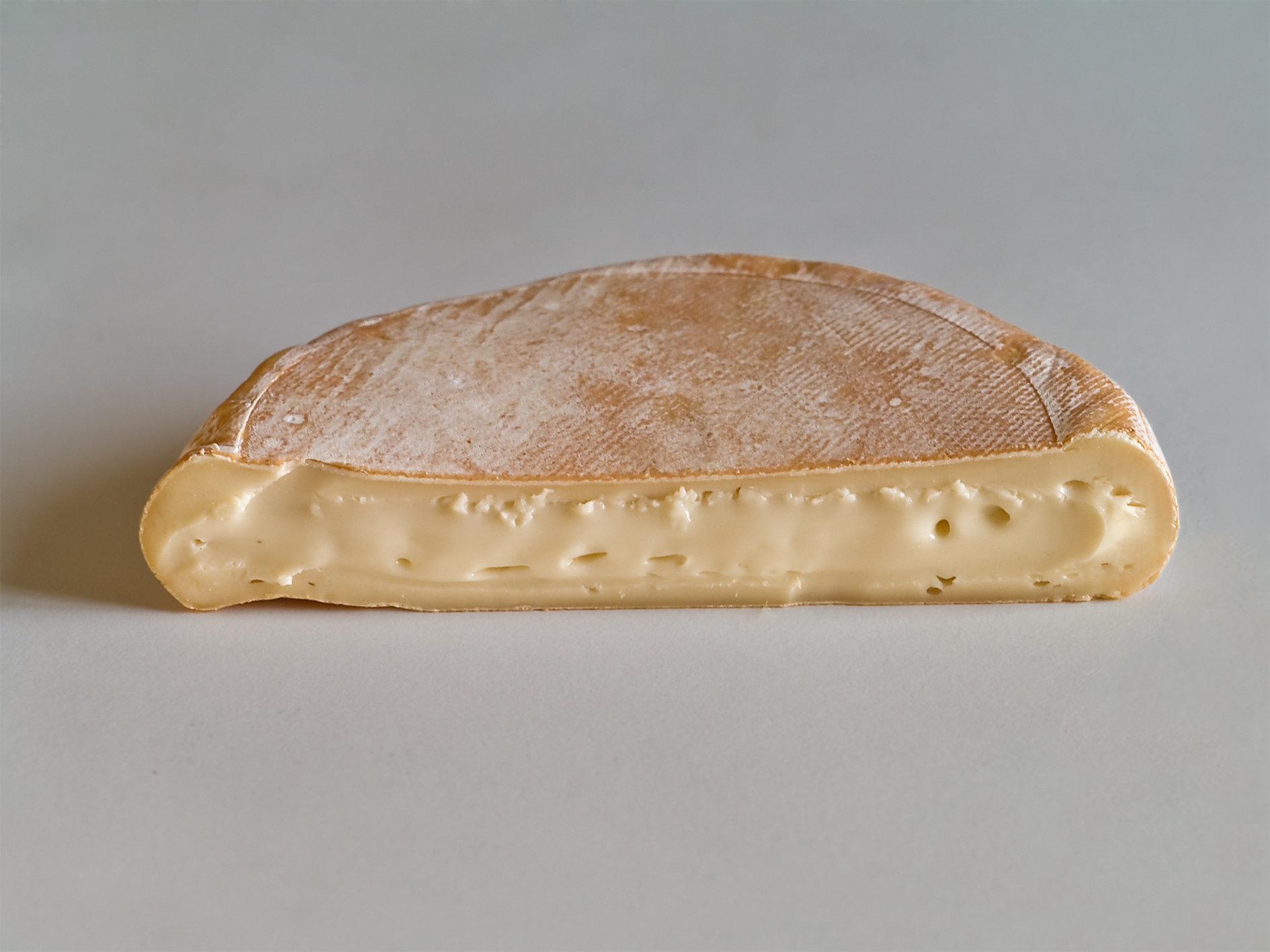
Reblochon

Reblochon ist ein feinwürziger Kuhmilch-Käse aus der französischen Region Hochsavoyen und Savoyen. Er ist seit 1958 als „Reblochon de Savoie“ und „Reblochon“ mit dem Prädikat AOC versehen und herkunftsgeschützt. Seit 1996 sind „Reblochon de Savoie“ und „Reblochon“ geschützte Ursprungsbezeichnungen. Mit einem Wassergehalt von 67 % in der fettfreien Käsemasse ist er gemäß den in Deutschland geltenden Vorschriften ein halbfester Schnittkäse an der Grenze zum Weichkäse.

## Beschreibung
Der Käse hat eine flache zylindrische Form. Es gibt ihn als Grand Reblochon mit einem Durchmesser von 13 bis 14 cm und 3 bis 4 cm Höhe sowie als Petit Reblochon mit 9 cm Durchmesser und 3 cm Höhe. Das Gewicht beträgt 450 bis 550 g bzw. 230 bis 280 g. Während der Reifung wird der Käse gewaschen, die Lake darf die natürlichen Farbstoffe Karotin und  Annatto enthalten. Seine getrockene Rinde hat eine safran- bis orangegelbe Farbe und einen feinen weißen Belag, das Innere des Käses soll sahnig-zerlaufend sein.  Das Aroma ist nussig, vollmundig und butterig. Er wird ausschließlich aus unpasteurisierter Milch hergestellt. Der Fettgehalt liegt bei 45 % in der Trockenmasse, die Reifezeit beträgt typischerweise 5–8 Wochen, mindestens aber 15 Tage.

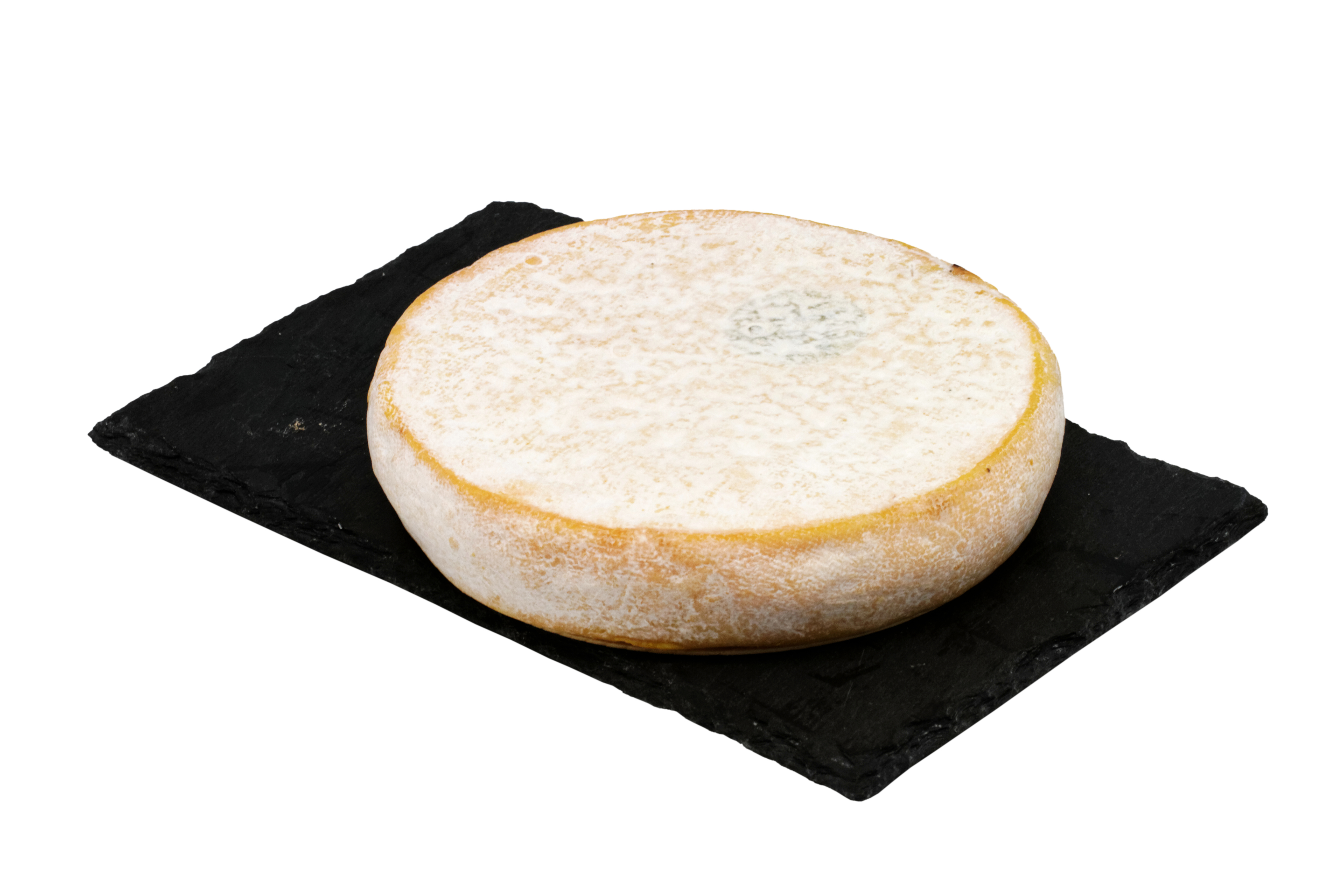
Reblochon
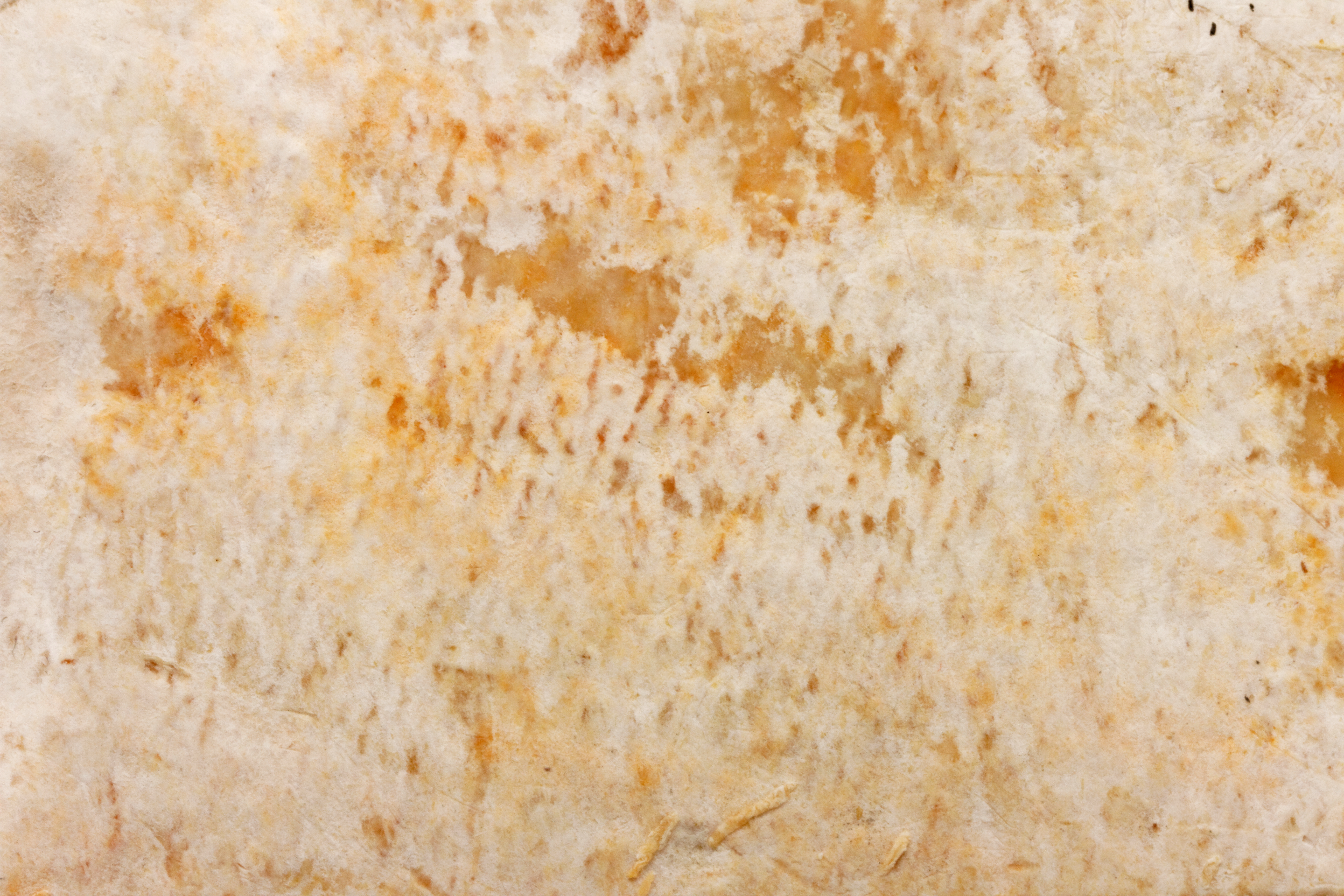
Rinde
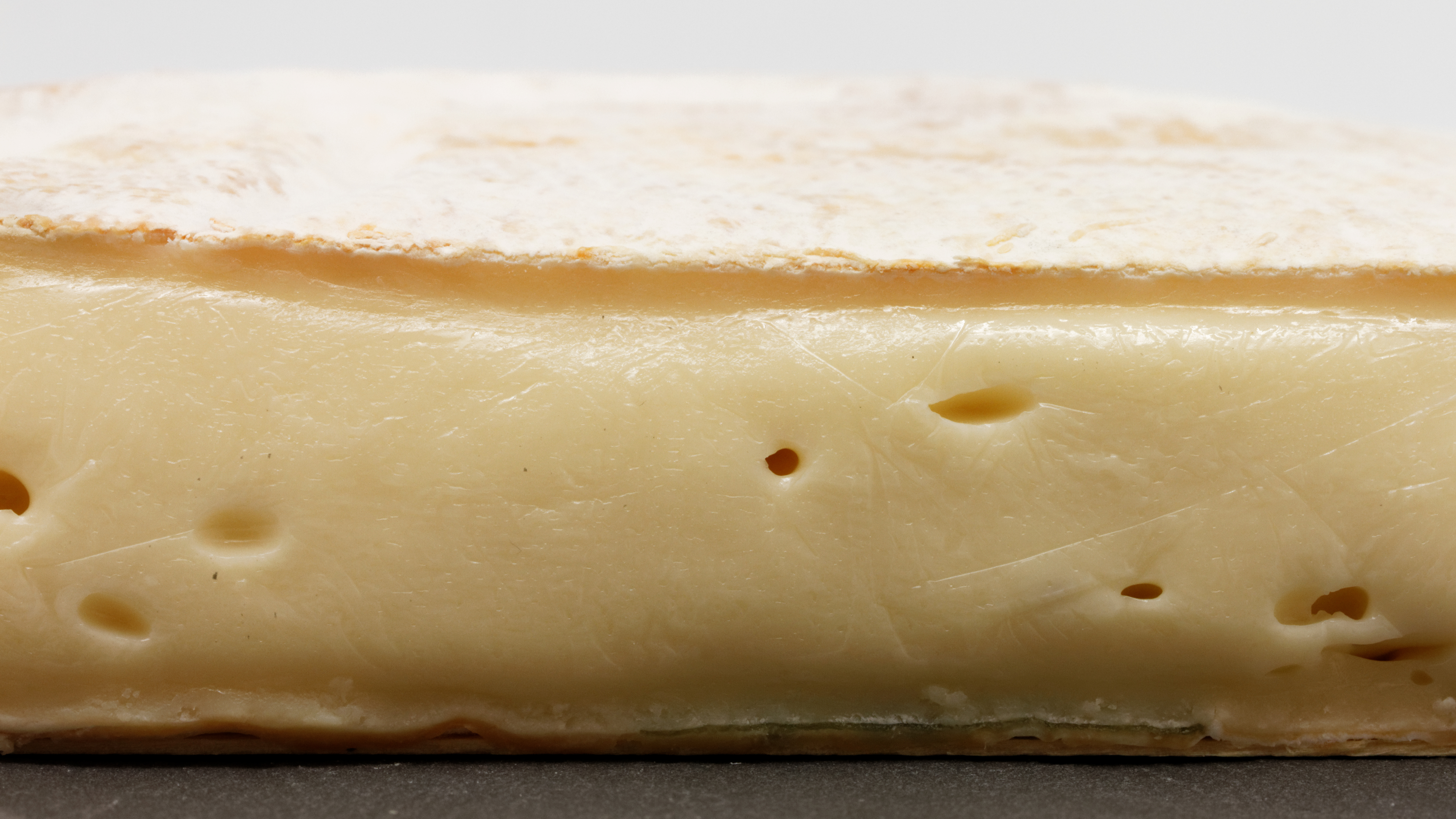
Innenansicht

## Geschichte
Der Name hat seinen Ursprung im 14. Jahrhundert. Da sich die Pacht der Bauern damals nach der Milchmenge richtete, wurden die Kühe oft nicht vollständig gemolken. Im Anschluss an die Kontrolle wurde heimlich nachgemolken. Diese Milch ist besonders fettreich und aus ihr wurde der Reblochon hergestellt. „Reblocher“ ist ein alter savoyischer Ausdruck für „ein zweites Mal melken“. Der Reblochon, wie er heute bekannt ist, wurde allerdings im 19. Jahrhundert entwickelt.

## Herkunft
Das herkunftgeschützte Gebiet des Reblochon ist die Bergregion in Hochsavoyen mit dem Val Thônes als Mittelpunkt und das Val d’Arly in Savoyen. Bei der Herstellung von Reblochon darf nur Milch von drei regional verbreiteten Kuhrassen verwendet werden: Abondance, Tarine und Montbéliard. Diese ernähren sich vorwiegend von den Gräsern und Kräutern der Umgegend, eine Silagefütterung ist verboten. Auf diese Weise verstärkt sich der Einfluss der Alpenflora auf den Geschmack der Milch. Je nachdem ob der Käse mit Handarbeit direkt auf dem Bauernhof oder mechanisiert in einer Molkerei hergestellt wird, bezeichnet man Reblochon als „fermier“ oder als „laitier“. Der fermier-Käse stammt nur von einer Rinderherde, er wird mit einem grünen Aufkleber kenntlich gemacht. Eine rote Marke befindet sich auf dem laitier-Käse.

## Vermarktung
Mit einer Jahresproduktion von 15.936 Tonnen (2023) ist der Reblochon nach dem Comté und noch vor dem Roquefort der am zweithäufigsten produzierte AOC-Käse in Frankreich. Ca. 15 % der Produktion entfällt auf die Qualität fermier.

## Typische Gerichte
- Tartiflette
- Croziflette, eine Variante mit Crozets, regionaltypischen quadratischen kleinen Nudeln
- Feldsalat mit gratiniertem Reblochon und Croutons
- Reblochonade (frz. Reblochade), eine Variante des Raclettes